# 쯔엉티마이
쯔엉 티 마이(베트남어: Trương Thị Mai, 1958년 1월 23일 출생) 베트남 정치인이다. 그녀는 사무국 상임위원이자 베트남 공산당 중앙조직위원회 위원장으로 이 직책을 맡은 최초의 여성이다.

## 생애
쯔엉 티 마이 1958년 1월 23일 출생 지방에서 꽝 빈 , 베트남. 그녀의 가족이 이사를 왔어요 달랏 ,람동 . 그녀가 어렸을 때. 그녀는 이곳에서 자랐으며 달랏 대학교에서 역사학을 전공하고 역사학 학사 학위를 받았다. 국내 정치에 참여하기 전, 그녀는 베트남청년연맹 회장 이 직책을 맡은 최초의 여성이다.사무국 상임위원이기도 하다 호치민공산청년동맹 중앙위원회. 그녀는 국립 행정 아카데미에서 공부했습 하노이 , 법학사 학위를 취득한 후 계속해서 행정학을 전공하고 행정학 석사 학위를 취득했다.
1985년 10월 11일에 입학했다 베트남 공산당, 1986년 10월 11일 당원으로 입당. 그녀는 또한 호치민 국립 정치 아카데미에서 과정을 수강하여 정치 이론 분야의 고급 학위를 받았다.

## 쯔엉티마이 정부
- 공산주의청년동맹
- 베트남 국회의원
- 베트남공산당 제13기 중앙집행위원회 공식위원
- 베트남 공산당 정치국 위원
- 베트남공산당 중앙조직위원회 위원장
- 사무국 상임위원